# جوني سكوفيلد
جوني سكوفيلد (بالإنجليزية: Johnny Schofield)‏ هو لاعب كرة قدم ومدرب كرة قدم بريطاني في مركز حراسة المرمى، ولد في 8 فبراير 1931 في Atherstone ‏ في المملكة المتحدة، وتوفي بنفس المكان في 1 نوفمبر 2006. لعب مع برمنغهام سيتي ونادي تاموورث ونادي ريكسهام.